# Ctenium longiglume
Ctenium longiglume är en gräsart som beskrevs av Frances Kristina Kupicha, Longhi-wagner och Thomas Arthur Cope. Ctenium longiglume ingår i släktet Ctenium, och familjen gräs. Inga underarter finns listade i Catalogue of Life.